# フランソワ＝ジョセフ・ナヴェス
フランソワ＝ジョセフ・ナヴェス（François-Joseph Navez、1787年11月16日 - 1869年10月12日）はベルギーの新古典派の画家である。ブリュッセル王立美術アカデミーの校長も務めた。

## 略歴
現在のワロン地域エノー州のシャルルロワで生まれた。1803年からブリュッセルの美術学校(後のブリュッセル王立美術アカデミーでピエール・ジョセフ・セレスタン・フランソワ(Pierre-Joseph Celestin François)に学んだ。1812年に歴史画の賞を得て、パリへの留学資格を得て、1813年から1816年までパリに滞在した。ジャック＝ルイ・ダヴィッドのスタジオで学んだ。パリではルーブル美術館でピーテル・パウル・ルーベンスやアンソニー・ヴァン・ダイクらの巨匠の作品を模写して修行した。1817年から1821年の間はイタリアに学び、ダヴィッドの弟子のジャン＝ヴィクトール・シュネッツやルイ＝レオポール・ロベールらとイタリアで活動し風俗画を描いた。
その後ブリュッセルに帰り、肖像画や歴史画、神話に題材を取った作品を描いた。ブリュッセルのスタジオで若い芸術家を指導し、そのうちの一人ジャン＝フランソワ・ポルテールはナヴェスの娘と1852年に結婚した。
1835年にブリュッセル王立美術アカデミーの校長に任じられ、その職を1862年まで続けた。この時期のアカデミーで学んだ画家やナヴェスの教えた画家にはアルフレッド・ステヴァンス、コンスタンタン・ムーニエ、ルイ・デュボア、オーギュスト・ダンス、ファニー・ジーフス＝コアらがいる。

## 作品

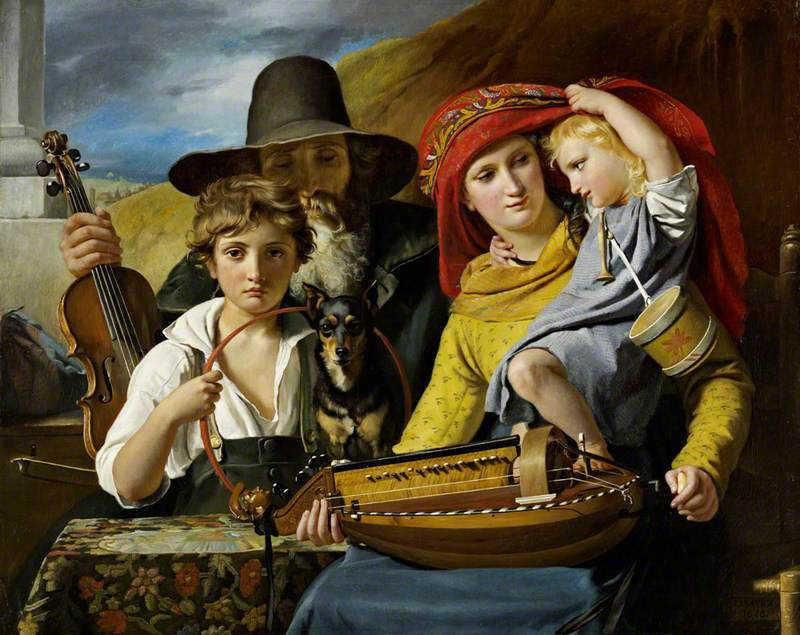
音楽家の家族 (1828)
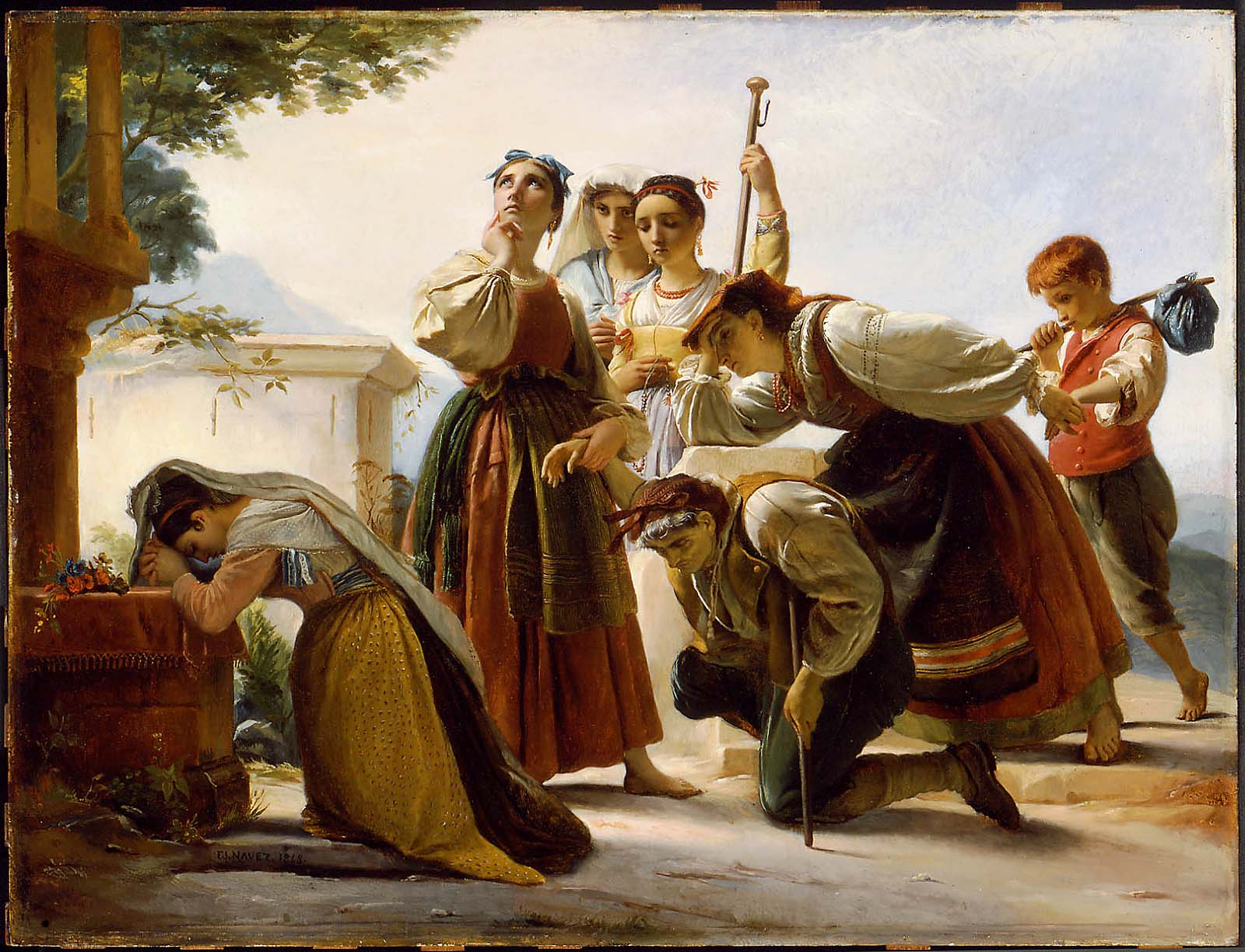
ローマ、カンパーニャの巡礼 (1848)
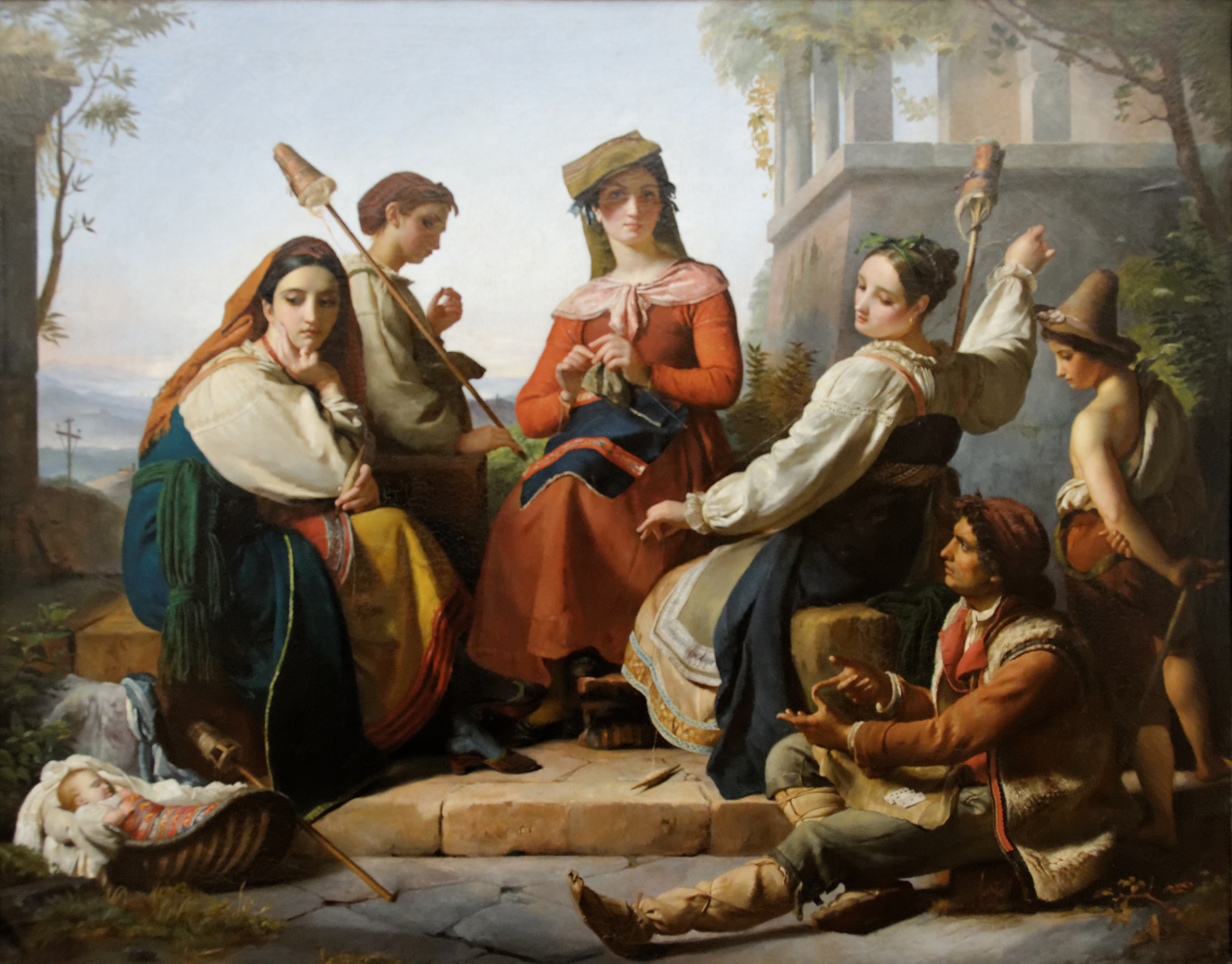
フォンディの糸繰り女 (1845)

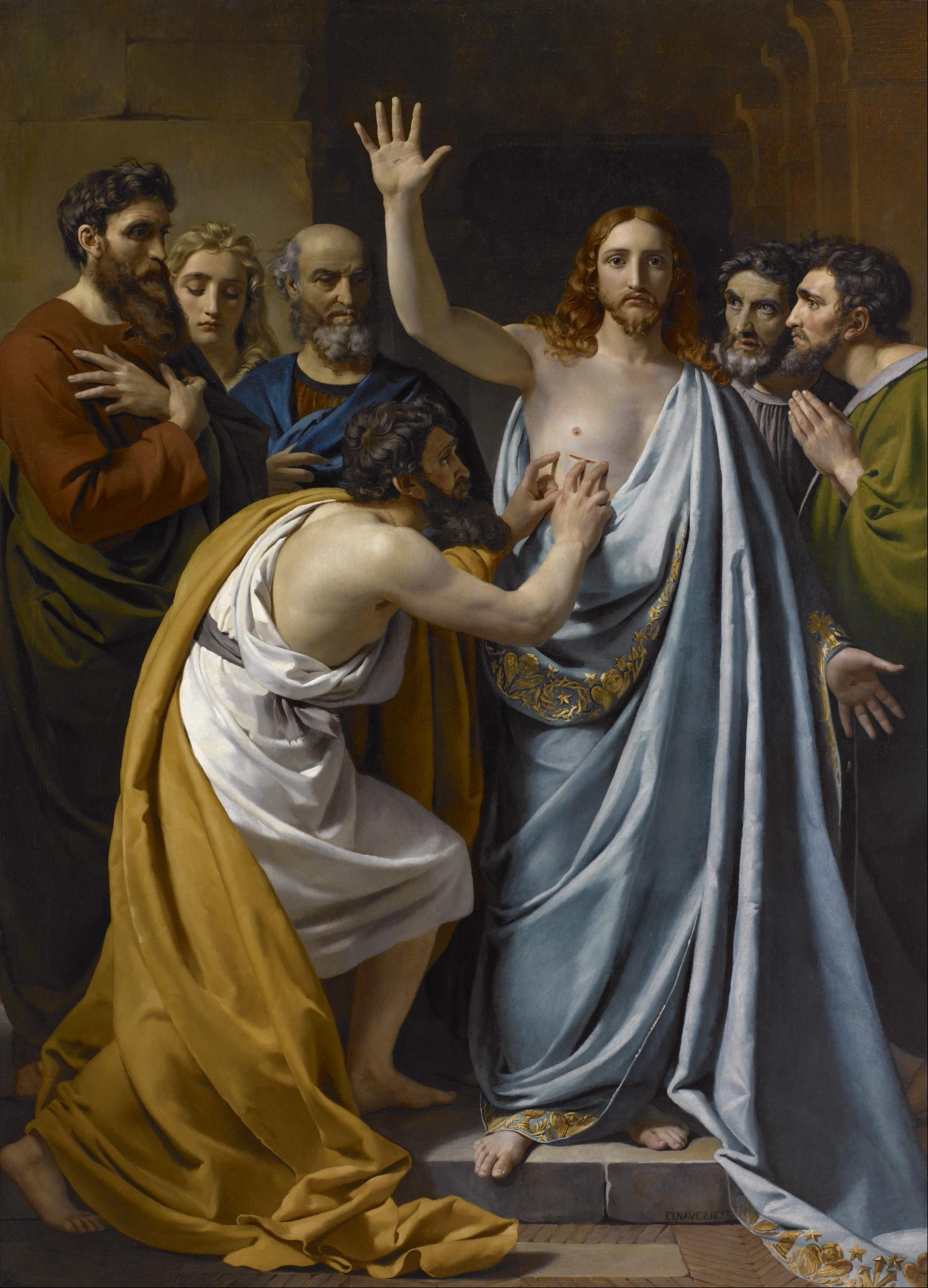
「聖トマスの不信」 (1823)
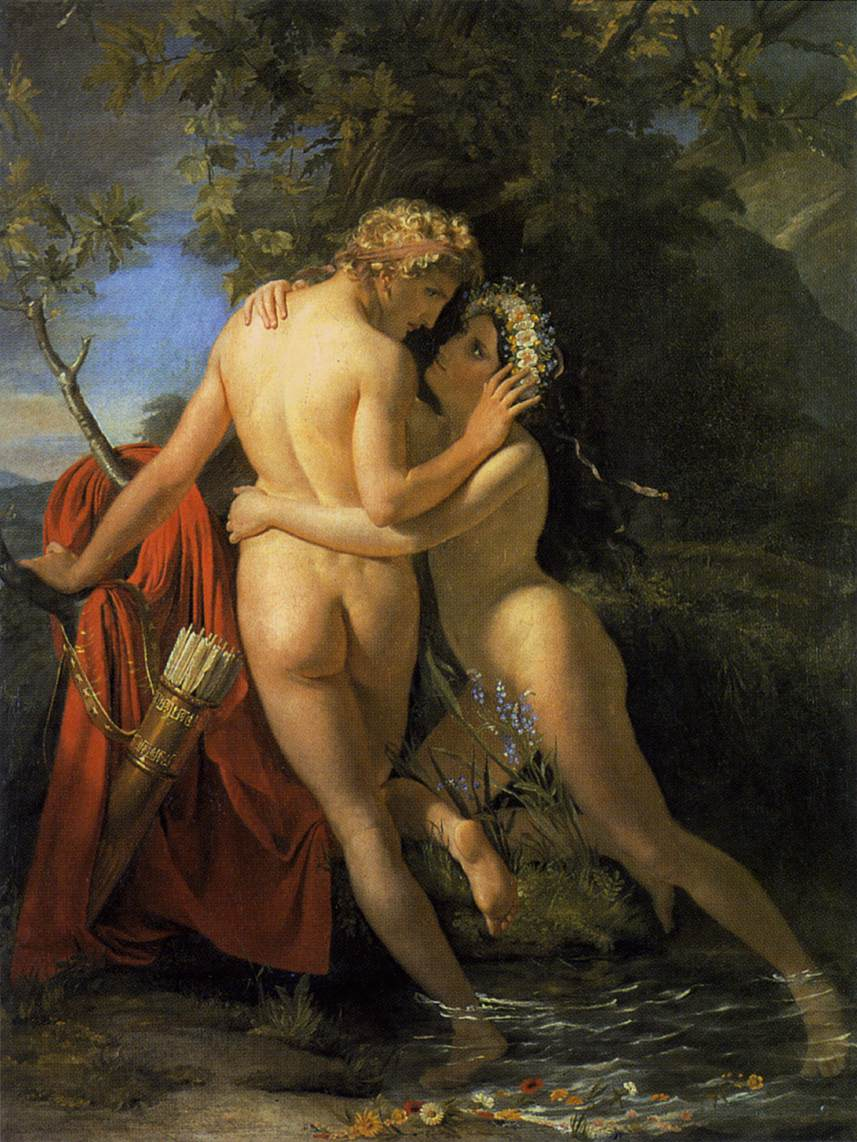
ヘルマプロディートス (1829)
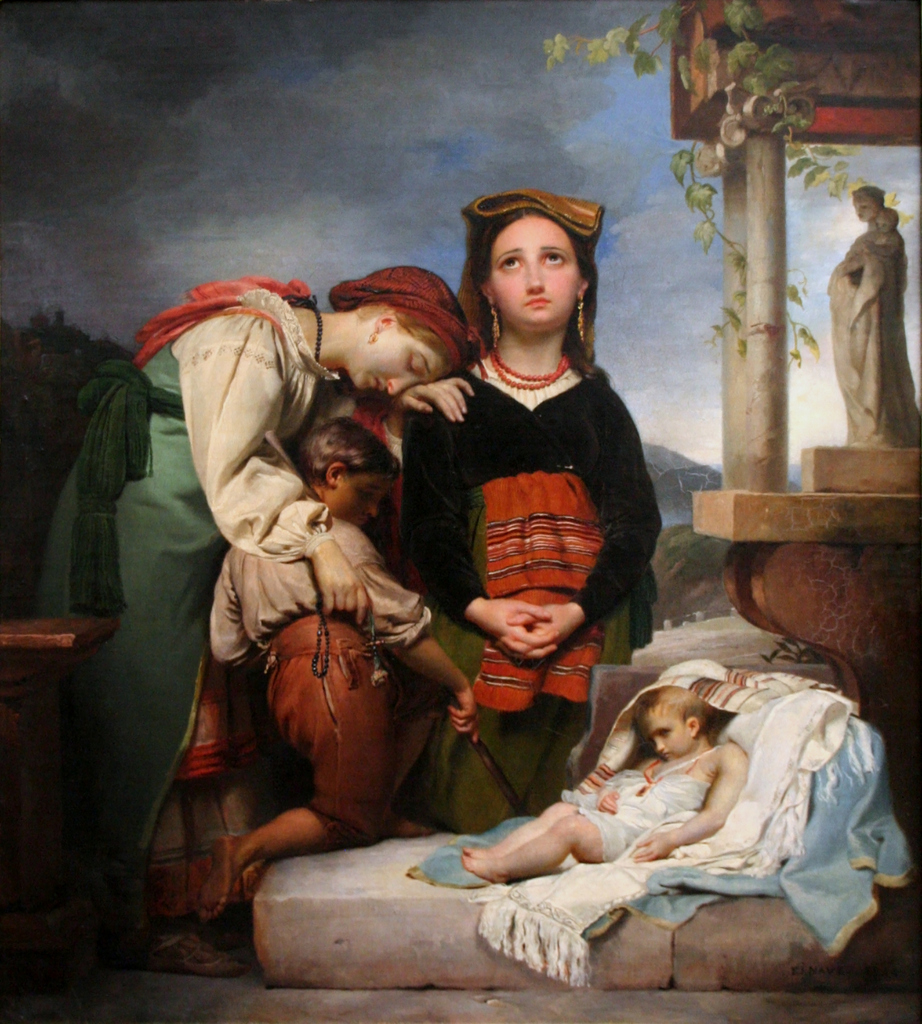
病気の子供 (1844)
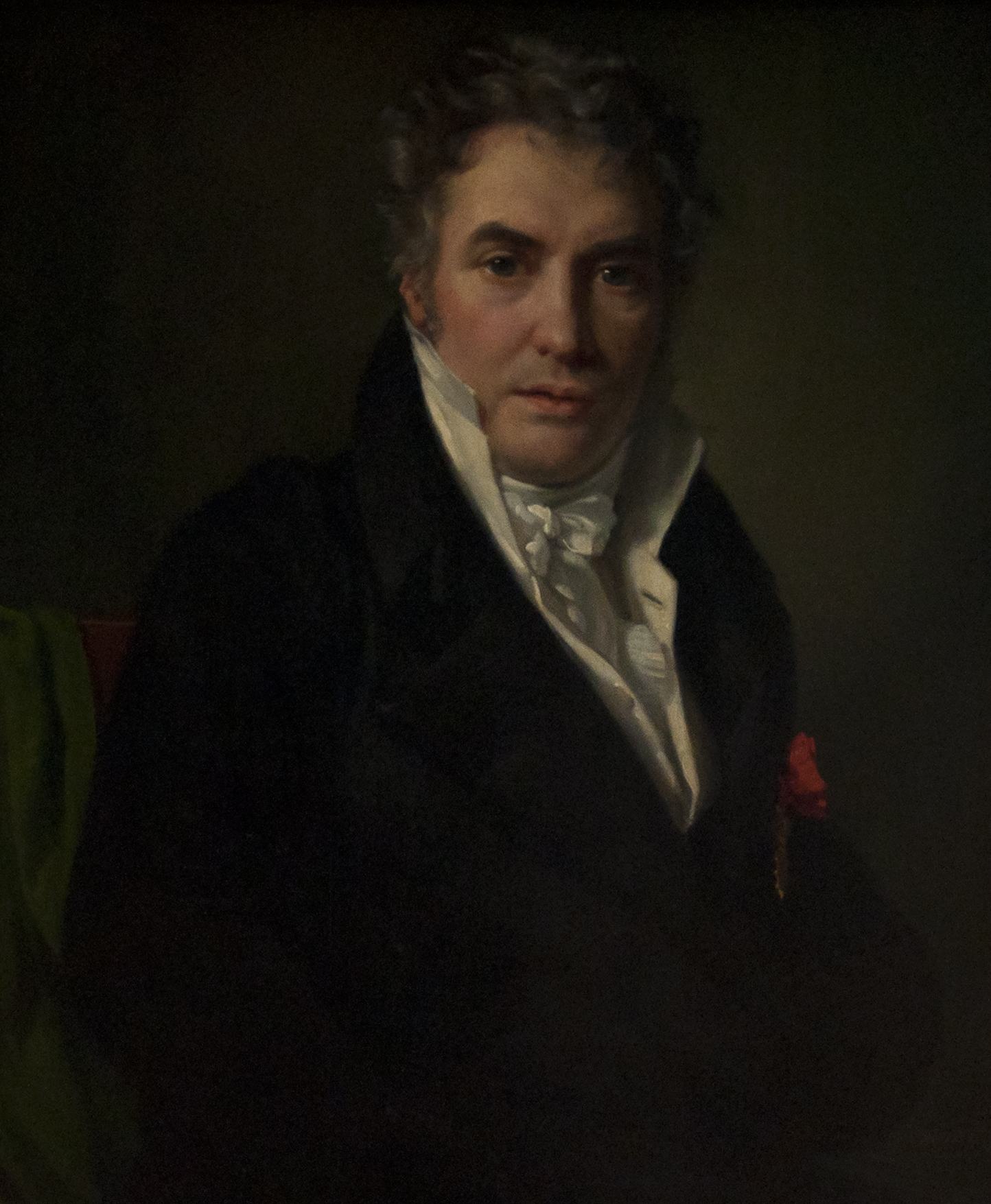
ジャック＝ルイ・ダヴィッドの肖像 (1817)